# A Night in Tunisia
A Night in Tunisia ist ein Jazz-Standard, der 1942 von Dizzy Gillespie geschrieben wurde, während er Mitglied der Band von Earl Hines war.

## Komposition

der ersten zwei Motivdurchläufe.

Der Kern der Komposition ist im AABA-Schema gehalten und umfasst 32 Takte, ferner enthält sie ein auskomponiertes Interlude zu 16 Takten. Sie wird in mittlerem bis schnellen Tempo gespielt. Der Titel spielt auf die „exotischen“ Charakteristika des Stückes an: Insbesondere die A-Teile verwenden musikalische Mittel, deren Assoziationsgehalt dem amerikanischen Publikum der 1940er Jahre bereits als „orientalisch“ vertraut war. Aus der harmonischen Molltonleiter gebildete Melodien sind bis heute dementsprechend konnotiert, und die Anleihen bei der afrokubanischen Musik, wie sie in der Begleitung, vor allem der Bassfigur deutlich werden, wurden seinerzeit vom breiten Publikum nur allgemein als „fremdartig“ gehört.
Während der ganze A-Teil mit dem dargestellten Basslauf unterlegt ist, variiert er eine zweitaktige Phrase dreimal und schließt mit einer vierten. Das Harmonieschema ist einfach: Ein tritonusvertauschter authentischer Schluss in Moll (IIb7 – Im6 entsprechend Eb7 – Dm6) alle zwei Takte. Die Bridge (der B-Teil) verwendet eine im Bebop sehr beliebte Kadenz, die zunächst in die Subdominante der Haupttonart D-Moll (also nach G-Moll) und danach in deren Durparallele (also F-Dur) moduliert.

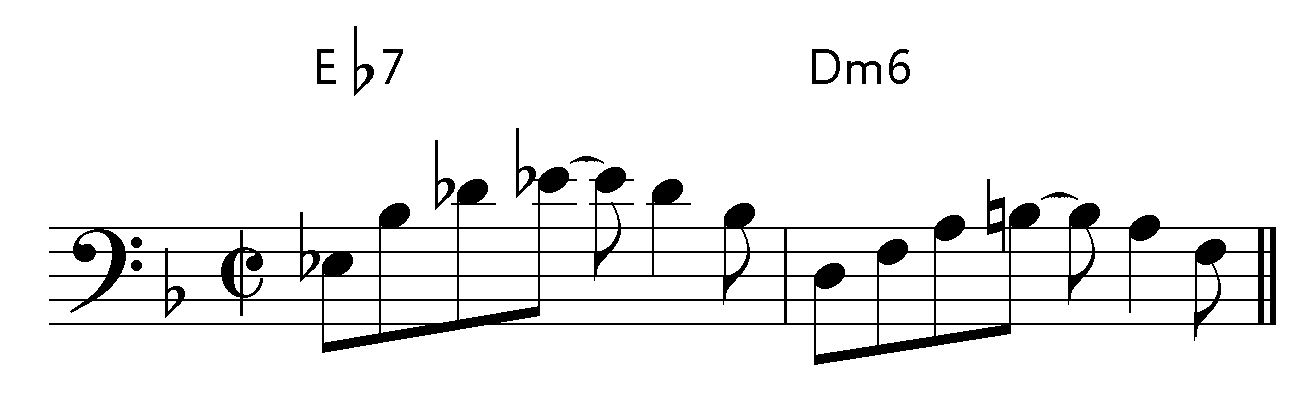
Die Bassfigur der A-Teile

Ebenfalls integraler Bestandteil von Gillespies Komposition ist das auf den letzten A-Teil folgende Interlude. Dieses bringt eine riffartige Melodie über einer weiteren Kadenz in die Durparallele, jedoch verwendet der Komponist an dieser Stelle Begleitharmonien, die durch ihre für die Zeit ungewöhnlichen Klangfarben und chromatische Bewegungen noch abstrakter wirkten als der ähnlich konzipierte Mittelteil. Das Interlude endet auf einem Break, der – je nach Interpretation – zwei oder vier Takte lang sein kann und vom Solisten als Einstieg in seinen Chorus genutzt werden soll. Besondere Bekanntheit erlangte eine virtuose Melodielinie über diese Stelle, die Charlie Parker auf einem (als Ganzes vom Produzenten zurückgewiesenen) Take einspielte und die später unter dem Titel Famous Alto Break separat veröffentlicht wurde.
Das Stück ist zunächst als Instrumentalnummer konzipiert worden, das erste Big-Band-Arrangement von Night in Tunisia nahm der Komponist mit der Band von Boyd Raeburn auf. Die Nummer wurde später mit einem Text (von Leo Robin) versehen und unter dem Titel „Interlude“ gespielt; unter diesem Titel wurde es unter anderem von Sarah Vaughan schon am 31. Dezember 1944 aufgenommen (begleitet von Parker und Gillespie). Gillespie selbst nannte es immer „A Night in Tunisia“; seine erste Aufnahme des Songs unter seinem Namen entstand im Februar 1946 mit Milt Jackson, der ein zusätzliches Riff entwickelte.

## Hintergrund
A Night in Tunisia war (zusammen mit Manteca) die Erkennungsmelodie von Gillespie’s Bebop-Big Band. Eine der berühmtesten Interpretationen stammt von Charlie Parker, aufgenommen für das Plattenlabel Dial, während dieser Aufnahmesitzung entstand der bereits erwähnte Famous Alto Break.
Auf dem Album A Night At Birdland, Volume 1, kommentierte Art Blakey den Titel mit einer erfundenen Geschichte, in der er angeblich zugegen war, als Gillespie das Stück auf dem Boden eines Abfalleimers („on the bottom of a garbage can“) komponierte. Gillespie selbst schreibt in seiner Autobiographie, dass er durch Improvisationen am Klavier auf eine Melodie mit „latin/oriental feeling“ stieß, aus der sich zwangsläufig eine Rhythmusabweichung vom four beat ergab, die um 1945 mit dem Einfließen lateinamerikanischer Rhythmen in den Bebop, ausgeprägt zuerst in Manteca, stilprägend wurde. In den Credits wird Frank Paparelli als Autor angegeben, nach Gillespie war er nur für die Transkription zuständig.

## Rezeption und weitere Aufnahmen
Eine weitere hörenswerte Vokalversion hat Anita O’Day 1958 eingespielt. Manhattan Transfer nahmen 1985 (gemeinsam mit Bobby McFerrin) eine andere Vokalversion auf ihrem Album Vocalise auf. Der von ihnen verwendete Text stammte von Jon Hendricks, der aufbauend auf Charlie Parkers Solo seinen Text zur Melodie verfasst und mit seinem Trio Lambert, Hendricks & Ross 1962 aufgenommen hatte. Ella Fitzgerald griff ebenfalls auf seinen Text zurück. Chaka Khan schrieb einen weiteren Text zum Song. Es gibt auch französische, niederländische und arabische Songtexte.
Unter den Beboppern besaß die Komposition von Anfang an einen „Kultstatus“ (Hans-Jürgen Schaal). Lennie Tristano spielte das Stück ebenfalls 1946 ein. Es wurde mit der Zeit ein Jazz-Standard und eine beliebte Jamsession-Nummer. 1960 war er Titelstück des Jazz-Messengers-Album A Night in Tunisia. Es wurde von vielen Künstlern, in verschiedenen Stilen gecovert, z. B. von Bud Powell (1951), den Lighthouse All Stars (1954), Stan Getz (1955), Miles Davis (1955), aber auch von Count Basie, Maynard Ferguson, Herbie Mann, Sonny Rollins (mit dem Modern Jazz Quartet), Anthony Braxton, Gerry Hemingway, Yosuke Yamashita, dem The Turtle Island String Quartet, The Toasters und der Rotterdam Ska-Jazz Foundation.